# Гарпун

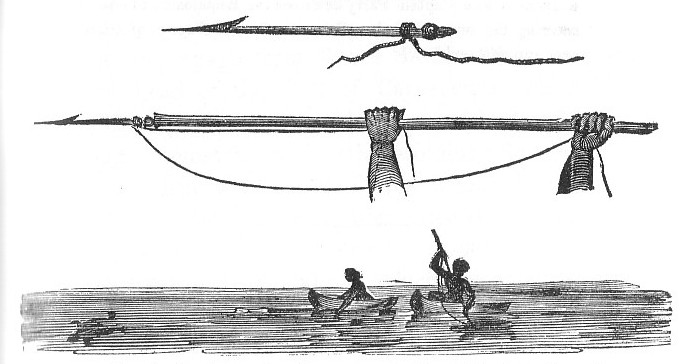
Стародавній гарпун і полювання з гарпуном

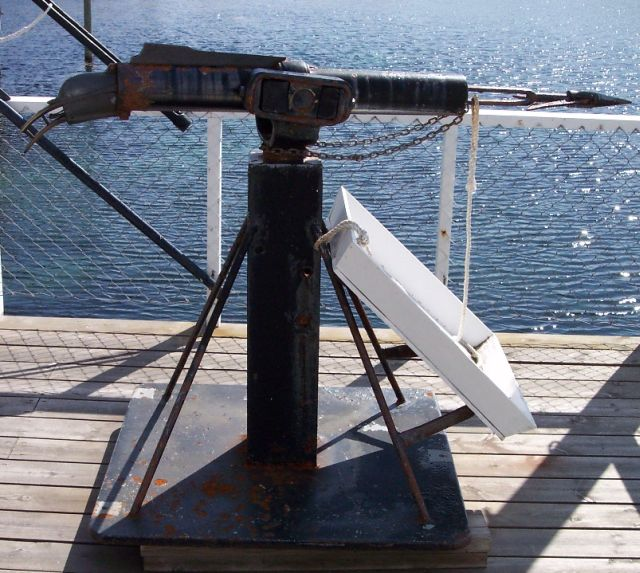
Китовий гарпун у гарпунній гарматі

Гарпу́н (від нід. harpoen) — метальне мисливське знаряддя (кидковий спис, остень) для бою морського звіра, з зазублинами на вістрі, щоб утримувати впольовану здобич.
Кидають гарпун на линві, яка одним кінцем кріпиться близько до центра тяжіння гарпуна, а інший кінець утримують в руці або — при полюванні на велику здобич — прив'язують до човна.
Сучасний гарпун — металева стріла, що складається з штока і головки з чотирма розкривними лапками. На головку нагвинчується граната, яка вибухає в тілі тварини. Метання гарпуна проводять за допомогою гарпунної гармати.
Вперше гарпун почали використовувати в епоху мезоліту. Мисливець, що під час полювання зосереджувався переважно на киданні гарпуна, називається гарпунник.